# Sotiria
Sotiria Schenk (* 1. Januar 1987 in Berlin) ist eine deutsche Sängerin. Sie wurde vor allem als Frontfrau der Band Eisblume bekannt.

## Leben
Sotiria Schenks Vater ist Grieche und trennte sich von ihrer Mutter. Schenk begann im Alter von acht Jahren mit einer Gesangs- und Klavierausbildung. 2001, im Alter von 14 Jahren, sang sie unter dem Namen Ria Schenk den Titelsong Mädchen müssen härter sein des Films Mädchen, Mädchen ein. Nach dem Abitur studierte sie ein Jahr Musik und Medienmanagement.
2007 gründete sie die Band Eisblume und veröffentlichte 2009 und 2012 zwei Alben mit der Band, die kommerziell erfolgreich waren. 2013 löste sich die Band auf.
2016 wurde bekannt, dass Sotiria mit dem Grafen, ehemals Unheilig, zusammenarbeitete. Während dessen ehemalige Band zusammen mit The Dark Tenor weiter Musik macht, schrieb Der Graf für Sotiria Lieder. Im Oktober 2018 erschien das Album Hallo Leben. Die limitierte Fanbox enthält zudem eine Demo-CD mit unveröffentlichten Songs von Unheilig. Das Album erreichte Platz sechs der deutschen Albumcharts. 2020 veröffentlichte sie eine italienische Version von Geboren um zu leben.
Im August 2020 folgte mit Einfach nur ein Mädchen der erste Vorbote ihres zweiten Studioalbums. Im Februar 2021 folgte die zweite Single Vielleicht sowie im Mai die dritte Single Herz. Mit letzterer vertrat sie einen Tag nach Erscheinen Griechenland beim Free European Song Contest, wo sie allerdings den vorletzten Platz belegte. Im August 2021 folgten die beiden weiteren Singles Zurück ans Meer und Für immer wir zwei, ehe im Folgemonat Sotirias zweites Studioalbum Mein Herz erschien. Das Album erreichte ebenfalls Rang sechs der deutschen Albumcharts.
Nach der Veröffentlichung von Mein Herz wurde es erstmal wieder ruhiger um Sotiria. Im April 2023 trat sie als Gastsängerin bei Nino de Angelos Memento mori in Erscheinung, den sie im September und Oktober desselben Jahres während seiner Von Ewigkeit zu Ewigkeit Tour unterstützte.
Im Oktober 2024 veröffentlichte Sotiria mit Schwarzer Diamant ihre erste Singleauskopplung aus ihrem dritten Studioalbum. Zwei Monate später folgte mit Tanzen Richtung Untergang der zweite Vorbote. Im Januar erschien die dritte Single Weiß wie Schnee, die in Zusammenarbeit mit dem deutschen Synthiepop-Sänger Peter Heppner entstand.

## Diskografie
Mit Eisblume

### Studioalben
- 2018: Hallo Leben
- 2021: Mein Herz
- 2025: Meine Liebe ist Gift

### Singles
- 2018: Hallo Leben (feat. Unheilig)
- 2018: Ein Licht für dich
- 2019: Ich wünsche mir ein Feuer
- 2020: Einfach nur ein Mädchen
- 2021: Vielleicht
- 2021: Herz
- 2021: Zurück ans Meer
- 2021: Für immer wir zwei
- 2024: Schwarzer Diamant
- 2024: Tanzen Richtung Untergang
- 2025: Weiß wie Schnee (feat. Peter Heppner)

Gastbeiträge
- 2023: Memento mori (Nino de Angelo feat. Sotiria)
- 2025: Die Hoffnung stirbt zuletzt (Eisbrecher feat. Sotiria)